# Comoara (film din 1949)
Comoara (titlul original: în poloneză Skarb) este un film de comedie polonez din 1949, regizat de Leonard Buczkowski și avându-i ca protagoniști pe actorii Jadwiga Chojnacka, Wanda Jakubińska, Danuta Szaflarska și Jerzy Duszyński. 
Varșovia în perioada postbelică. Un cuplu tânăr care așteaptă repartiția unui apartament se mută provizoriu într-unul al cărui locatari caută o comoară ascunsă.
Este primul film de comedie polonez postbelic.

## Rezumat
Acțiunea filmului are loc în Varșovia, în timpul reconstruirii orașului în perioada de după război. Witek și Krysia sunt un cuplu tânăr căsătorit. Nu au unde să locuiască, așa că au închiriat o cameră la doamna Malikowa. Actorul de radio Fredek Ziółko, chelnerița Basia și consilierul Sass-Gromowicz locuiesc deja aici. Witek desenează un plan de apartament visat, pe care trebuie să îl primească împreună cu soția sa, și scrie cuvântul „comoară” în locul unde va dormi iubita sa, Krysia. Planul este găsit de Fredek Ziółko. El crede că în apartamentul doamnei Malikowa există comori ascunse și începe să le caute...

## Distribuție
- Jadwiga Chojnacka – Honorata Malikowa, proprietara apartamentului de pe ulița Równa
- Wanda Jakubińska – Kowalska, vecinul Malikowei
- Alina Janowska – Basia, nepoata Malikowei
- Danuta Szaflarska – Krysia Różycka-Konar
- Jerzy Duszyński – Witek Konar, soțul Krysiei
- Adolf Dymsza – Alfred Ziółko, angajat al Radio Polonia, sublocatar în apartamentul din ulița Równa
- Wacław Jankowski – „referent” Cyrjan
- Stanisław Jaworski – colecționarul Augustyn Halny, sublocatar în apartamentul din ulița Równa
- Ludwik Sempoliński – consilierul Sass-Gromocki, sublocatar în apartamentul din ulița Równa
- Kazimierz Szubert – „capo” Leon Brycki
- Barbara Halmirska – una din femeile care părăsesc oficiul stării civile
- Maria Krawczykówna
- Manuela Kiernikówna – martorul la nunta lui Krysia și Witka
- Helena Krzywicka – colega de cameră a lui Krysia
- Zofia Patryn
- Helena Puchniewska – „Jagusia”, actriță în piesa de la radio
- Jolanta Śmiechowicz
- Maria Żabczyńska – mătușa din Radom la nunta lui Krysia și Witek
- Jerzy Adamczyk
- Edmund Biernacki – ofițerul stării civile la căsătoria lui Krysia și Witek
- Bolesław Bolkowski
- Kazimierz Brusikiewicz – mirele
- Feliks Chmurkowski - colegul de cameră lui Witek
- Bronisław Darski – vecinul lui Witek
- Kazimierz Dejunowicz – regizorul și naratorul piesei de radio „Antoś Migdał nu s-a întors”
- Aleksander Dzwonkowski
- Władysław Grabowski – directorul lui Krysia în magazinul universal
- Henryk Kubalski
- Zdzisław Lubelski – vecinul lui Witek
- Jerzy Merunowicz
- Adam Mikołajewski – șoferul de pe autobuz
- Henryk Modrzewski – un martor la nunta lui Krysia și Witek
- Józef Nalberczak – studentul vecin cu Witek
- Leopold Sadurski
- Ludwik Tatarski
- Trioul feminin, surorile „Do Re Mi” (cu participarea Mariei Koterbska)